# Marcus Kaloff
Marcus Kaloff (* 24. November 1959 in Münster) ist ein deutscher Schauspieler.

## Leben
Seine Schauspielausbildung absolvierte er an der Schauspiel-Akademie in Zürich. Einem breiten Publikum wurde er bekannt durch die Rolle des Karlheinz „Kalle“ Kuczinski in der ARD-Vorabendserie Marienhof, die er vom 3. Juni 1997 bis 21. Juli 1998 verkörperte.
Es folgten mehrere Engagements in Fernsehproduktionen, etwa der Komödienreihe Sex Up.
Für seine Arbeit in verschiedenen Kulturprojekten erhielt er im Dezember 2017 den „Integrationspreis für Kultur des Landes Sachsen-Anhalt 2017“.
Marcus Kaloff war mit der Schauspielerin Dagmar Manzel verheiratet. 2008 heiratete er die Radio-Moderatorin Antonia Kaloff. Sie haben eine gemeinsame Tochter und leben in Magdeburg.

## Filmografie

### Kino
- 1990: Palaver, Palaver (als Jonas)
- 2004: Nachbarinnen (als Stefan)
- 2015: Dora oder die sexuellen Neurosen unserer Eltern (als Professor)

### Fernsehen
- 1997–1998: Marienhof (als Kalle Kuczinski)
- 1997: Tatort – Schlüssel zum Mord
- 2002: Forsthaus Falkenau – Selbstfindung (als Herr Kehlmann)
- 2002: Liebe ist die halbe Miete (als Werner Wüstholtz)
- 2002: Unser Charly – Schräge Vögel (als Lutz Fichte)
- 2002: Mehr als nur Sex (als Karins Bräutigam)
- 2003: Mein Vater
- 2003: Seventeen – Mädchen sind die besseren Jungs (als Udo Löwitsch)
- 2003: Sex Up – Jungs haben’s auch nicht leicht (als Klaus Ziegler)
- 2005: Sex Up – Ich könnt’ schon wieder (als Klaus Ziegler)
- 2013: Polizeiruf 110 – Der verlorene Sohn
- 2014: Trennung auf Italienisch